# Peshmerga

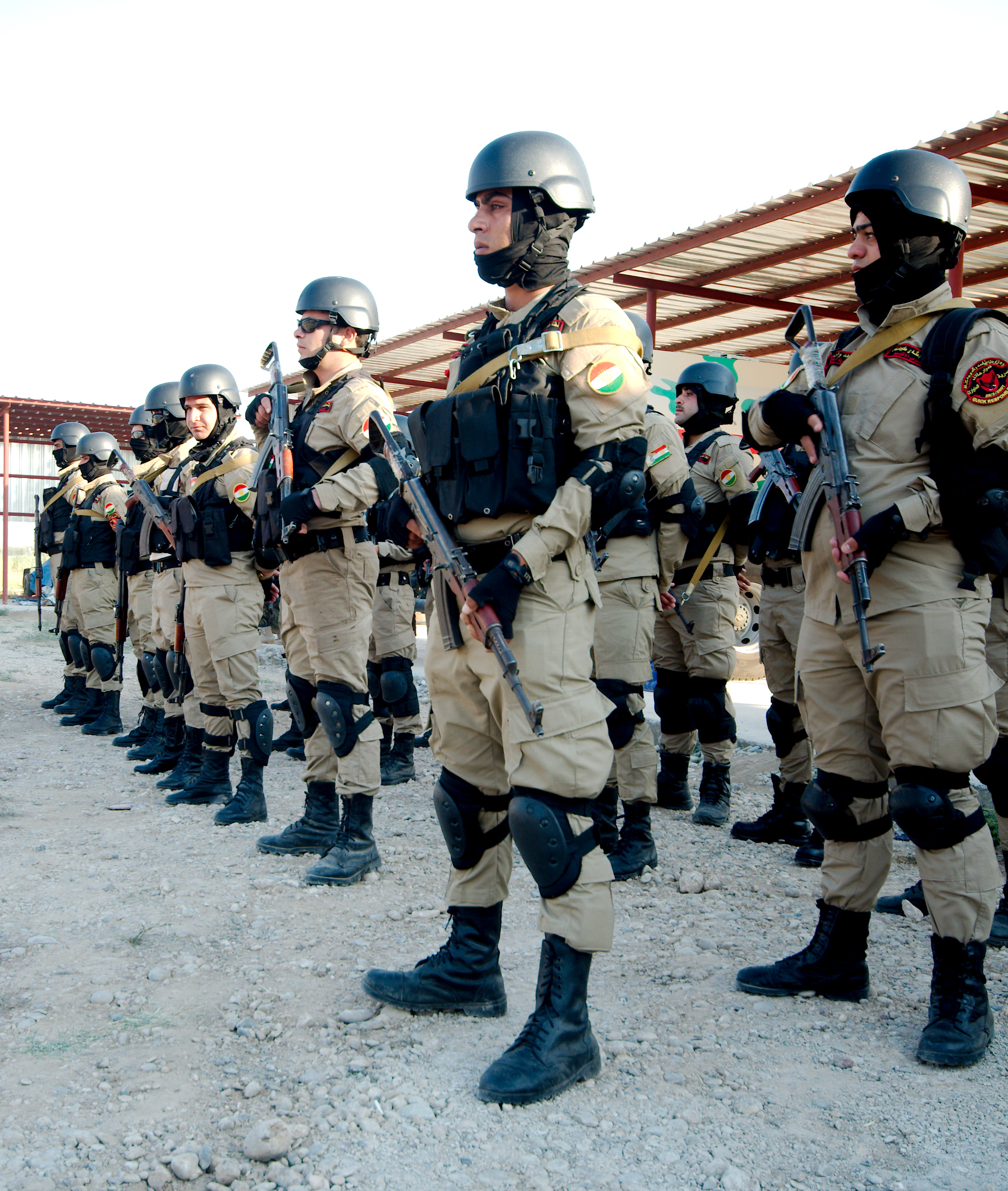
Membros das forças especiais Peshmerga.

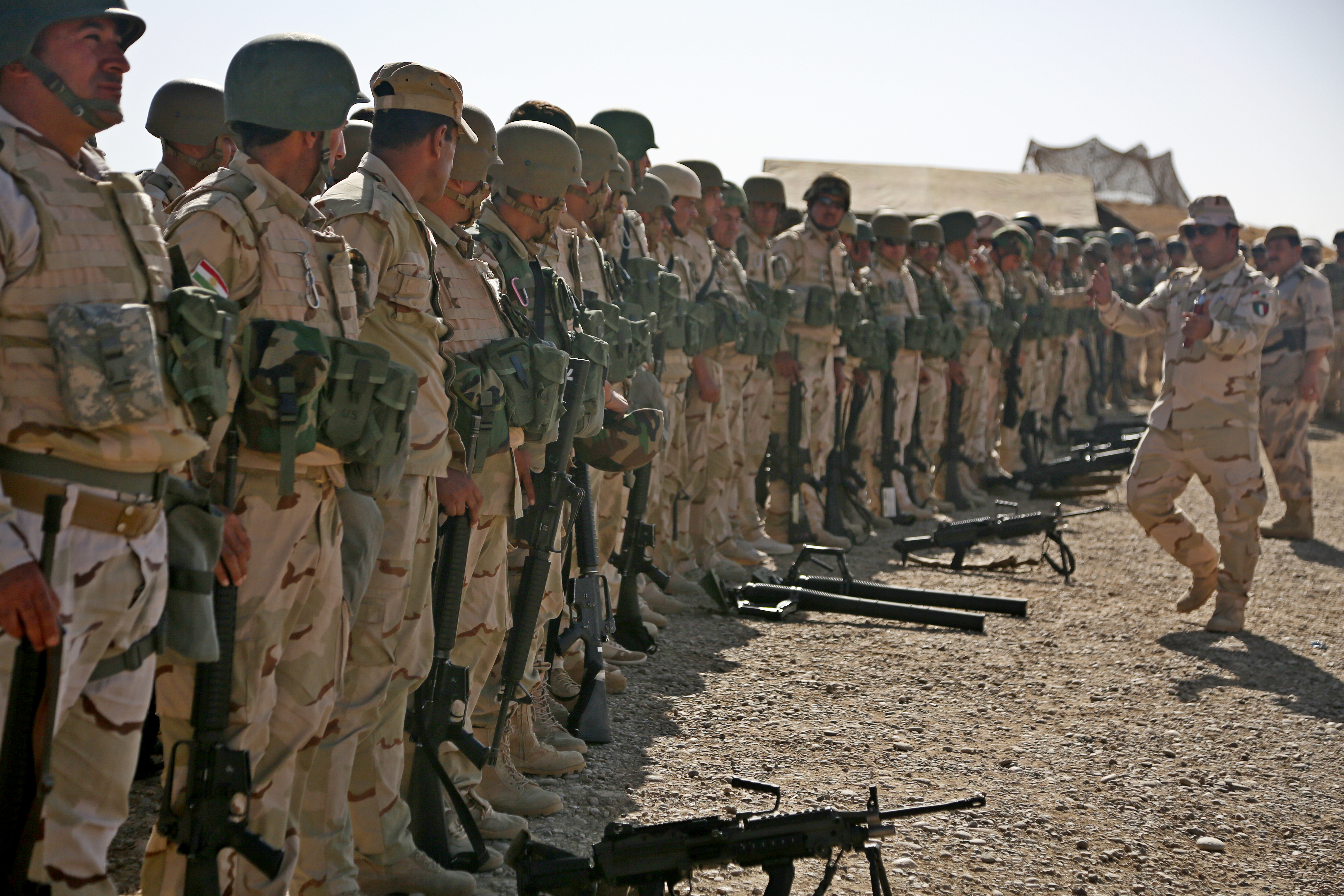
Soldados Peshmerga na cidade de Erbil.

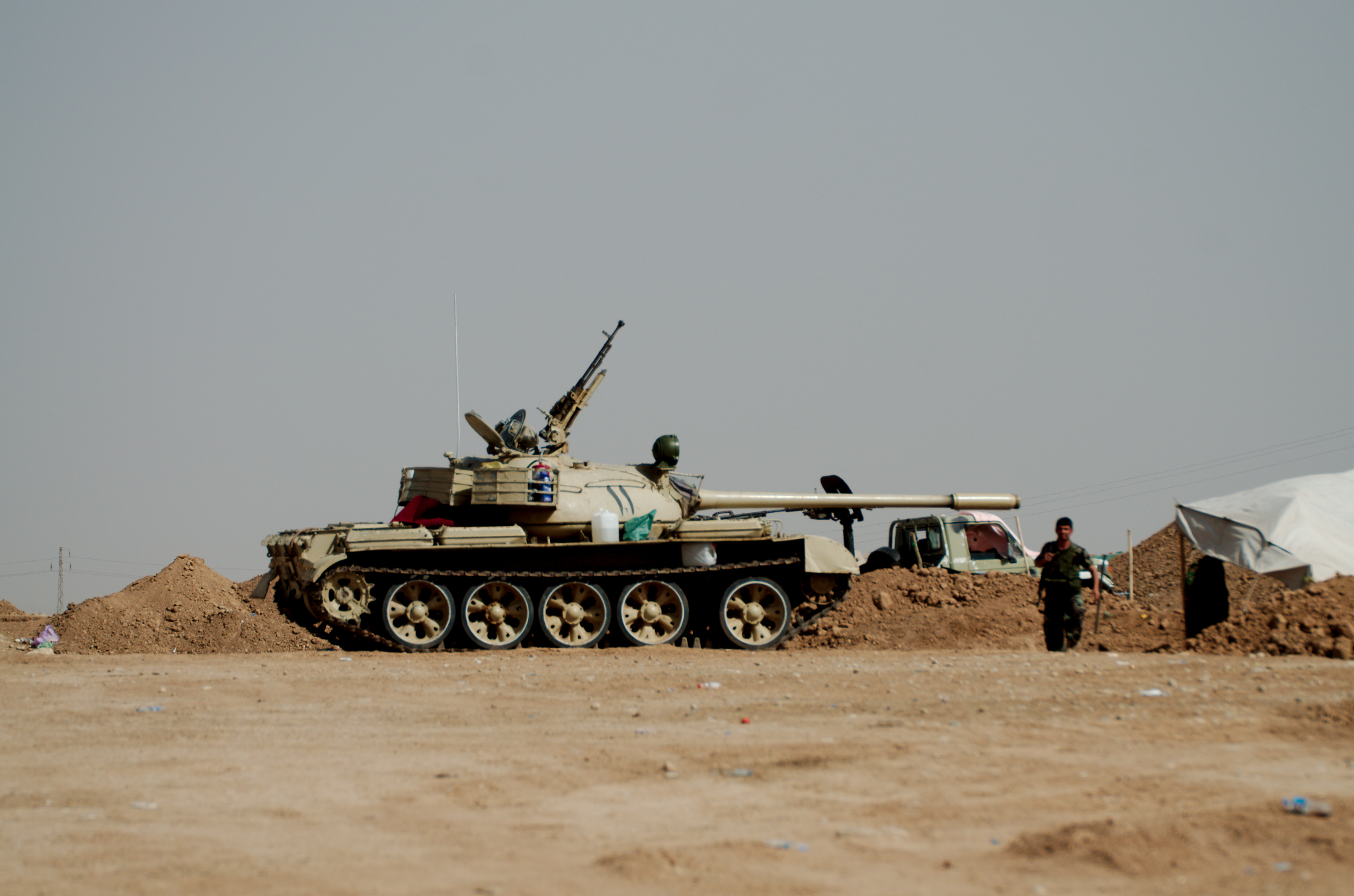
Um blindado T-55 curdo.

Peshmerga ou Peshmerge (em curdo: Pêşmerge ou پێشمه‌رگه ‌‌) é um termo utilizado pelos curdos para se referir aos combatentes de seu exército e significa literalmente "aqueles que enfrentam a morte" (pesh enfrentar + marg morte). É também o termo oficial do Governo Regional do Curdistão para designar as forças armadas do Curdistão iraquiano.

## História
As forças peshmerga do Curdistão existem desde o advento dos movimentos de independência curda em 1920, após o colapso do Império Otomano e da dinastia Qajar no Irã, que governavam a área por onde se distribuem os curdos. As forças incluem mulheres nas suas fileiras.
Durante grande parte da segunda metade dos anos 1920, os peshmergas muitas vezes entraram em conflito com as forças iraquianas, usando táticas de guerrilha contra eles. Muitos desses peshmerga eram liderados por Mustafa Barzani, do Partido Democrático do Curdistão, enquanto outros estavam sob o comando da União Patriótica do Curdistão, liderados por Jalal Talabani.
Depois da morte de Mustafa Barzani, seu filho Masoud Barzani assumiu a posição do pai. A maior parte dos esforços dos peshmergas era voltada para manter a região sob o controle de um partido específico e para combater eventuais incursões pela Guarda Republicana Iraquiana. Após a Primeira Guerra do Golfo, o Curdistão iraquiano entrou em estado de guerra civil, quando se defrontaram os dois principais partidos curdos, e as respectivas forças peshmerga foram usadas para lutar entre si.

### Guerra do Iraque
Em 2003, durante a Guerra do Iraque, os peshmerga desempenharam um papel ativo na missão de captura de Saddam Hussein das forças americanas. Já em 2004, eles capturaram o chefe da al Qaeda Hassan Ghul, que revelou a identidade do mensageiro de Osama Bin Laden, o que posteriormente levou à Operação Neptune Spear e à morte de Osama bin Laden.
Com a nova constituição iraquiana de 2005, as forças Peshmerga foram oficialmente reconhecidas como protetoras do Curdistão, já que o Exército do Iraque está proibido por lei de entrar na região.
Em agosto de 2014, o Curdistão iraquiano passa a sofrer seguidos ataques do Estado Islâmico do Iraque e do Levante, no contexto da Guerra Civil Iraquiana. As forças curdas conseguiram repelir os ataques, passando a libertar diversas regiões do norte do país das mãos dos extremistas.[carece de fontes?]

## Equipamentos
Os armamentos utilizados pelos Peshmerga são bastante limitados, devido às restrições de Bagdá e pelo fato da região do Curdistão não ter a sua soberania reconhecida internacionalmente. As freqüentes disputas entre o governo do curdistão e o governo iraquiano, praticamente fizeram o comércio de armas ser inexistente, principalmente por causa dos temores de uma independência curda.
A maior parte das armas e equipamentos militares que possuem, foram adquiridas ou capturadas durante a as duas recentes guerras na região; a Guerra do Golfo, em 1991, e a Guerra do Iraque, em 2003. A partir de 2014, com a ofensiva e ascensão do grupo terrorista Estado Islâmico do Iraque e do Levante, diversos países decidiram enviar equipamentos militares mais sofisticados para as forças dos Peshmerga, como fuzis de assalto e veículos blindados de combate.